# Paradeontacylix sanguinicoloides
Paradeontacylix sanguinicoloides är en plattmaskart. Paradeontacylix sanguinicoloides ingår i släktet Paradeontacylix och familjen Sanguinicolidae. Inga underarter finns listade i Catalogue of Life.